# 吉尔伯特群岛
吉爾伯特群島（英語：Gilbert Islands）是太平洋西部的一座群島，由16個環狀珊瑚礁及一般珊瑚礁島嶼組成，為基里巴斯三大群島中最大，也是最西邊的一座群島。
基里巴斯首都南塔拉瓦所在的塔拉瓦環狀珊瑚礁，便屬於吉爾伯特群島。由於塔拉瓦環狀珊瑚礁擁有該國近一半的人口，使得吉爾伯特群島成為三大群島當中最重要的群島。

## 地理
吉爾伯特群島的環礁和島嶼大致呈南北向排列。該群島中最北端的馬金群島 ( Makin ) 與最南端的阿羅賴島 ( Arorae )直線距離約為780公里。從地理上來說，赤道是吉爾伯特群島北部和南部的分界線。然而，國際海道測量組織（IHO）認為整個吉爾伯特群島都位於南太平洋。
另一種對吉爾伯特群島進行分組的方法是根據其以前的行政區，即北部吉爾伯特群島、中部吉爾伯特群島和南部吉爾伯特群島。
從地質角度看，吉爾伯特山脈和馬紹爾群島北部的拉塔克礁鏈一起形成了一條連續的海山鏈。

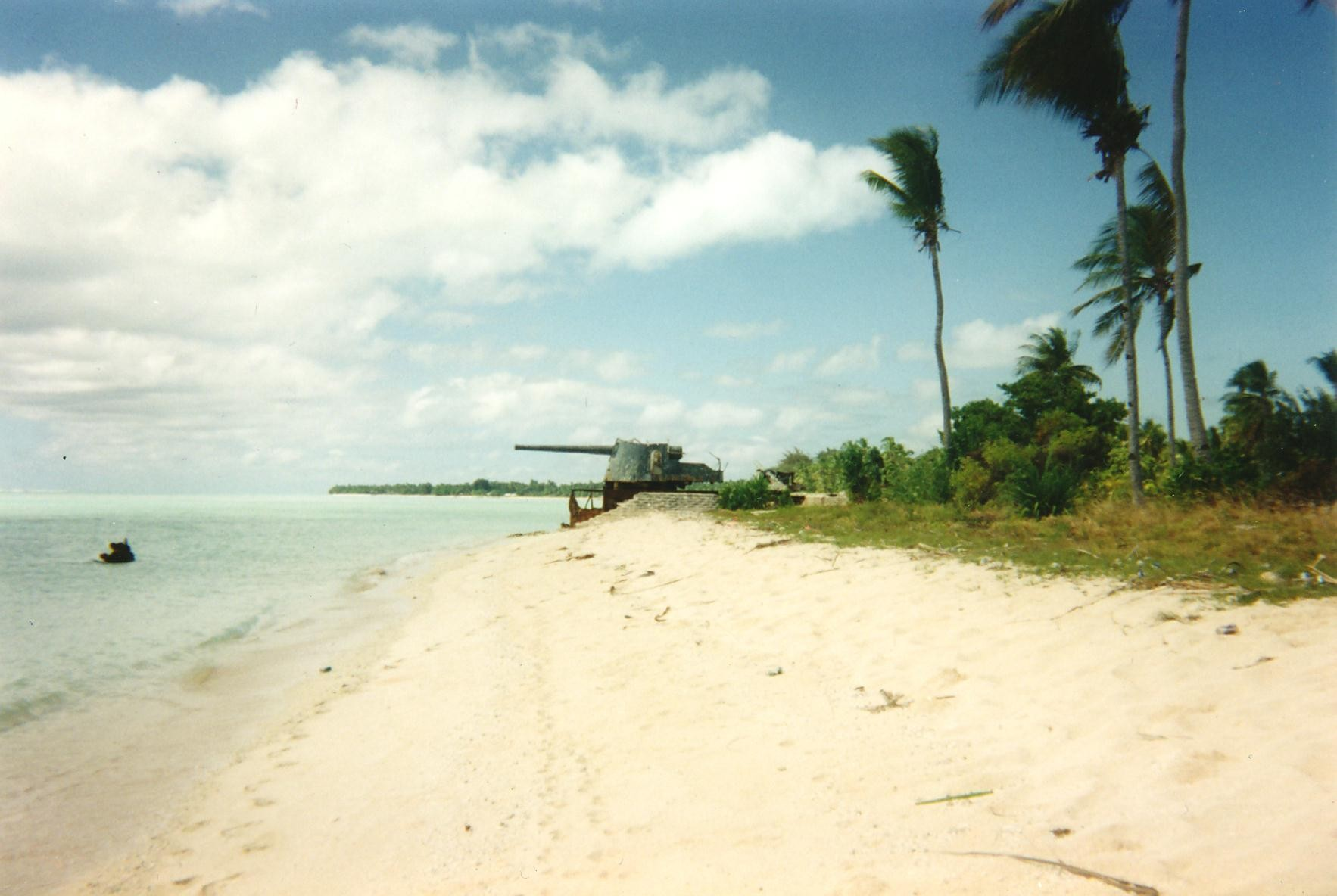
二次大戰的日軍佔領遺跡 (攝於1996年12月)